# علی‌آباد (خرم‌آباد، شمال)
علی‌آباد یک روستا در ایران است که در دهستان ازنا شهرستان خرم‌آباد واقع شده‌است. علی‌آباد ۴۱۷ نفر جمعیت دارد.